# Maren Mjelde
Maren Mjelde (Bergen, 6 de novembre de 1989) és una defensa i centrecampista de futbol amb 104 internacionalitats i 14 gols per Noruega. Amb la selecció ha jugat dos Mundials i dues Eurocopes; al Mundial ha estat vuitfinalista (2015) i a l'Eurocopa subcampiona (2013).

## Trajectòria
| Temporades    | Lliga             | Club                 | P   | G   | Actualitzat |
| ------------- | ----------------- | -------------------- | --- | --- | ----------- |
| 2005 - 2012   | D1/D2             | Arna-Bjørnar         | 148 | 49  |             |
| 12/13 - 13/14 | D1                | Turbine Potsdam      | 031 | 02  |             |
| 2014          | D1                | Kopparbergs Göteborg | 09  | 0   |             |
| 2015 - 2016   | D1                | Avaldsnes IL         | 057 | 017 |             |
| 2016 - act.   | D1                | Chelsea FC           | 060 | 012 | 2021        |
|               |                   |                      |     |     |             |
| 2004 - 2006   | Selecció sub-17   | Selecció sub-17      | 012 | 01  |             |
| 2005 - 2008   | Selecció sub-19   | Selecció sub-19      | 046 | 12  |             |
| 2007 - act.   | Selecció absoluta | Selecció absoluta    | 150 | 19  | 2021        |